# Нагоя (станция)
Ста́нция Наго́я (яп. 名古屋駅 Нагоя-эки) — железнодорожная станция, расположенная в районе Накамура японского города Нагоя. Так как небоскрёб JR Central Towers, второй по высоте в городе Нагоя и префектуре Айти, является зданием железнодорожной станции, Нагоя является самой большой железнодорожной станцией по площади в мире (если считать по суммарной площади всех помещений — 446 000 м²), а также является штаб-квартирой Central Japan Railway Company (JR Central). Нынешний станционный комплекс был завершен 20 декабря 1999 года. На станции установлены автоматические платформенные ворота.

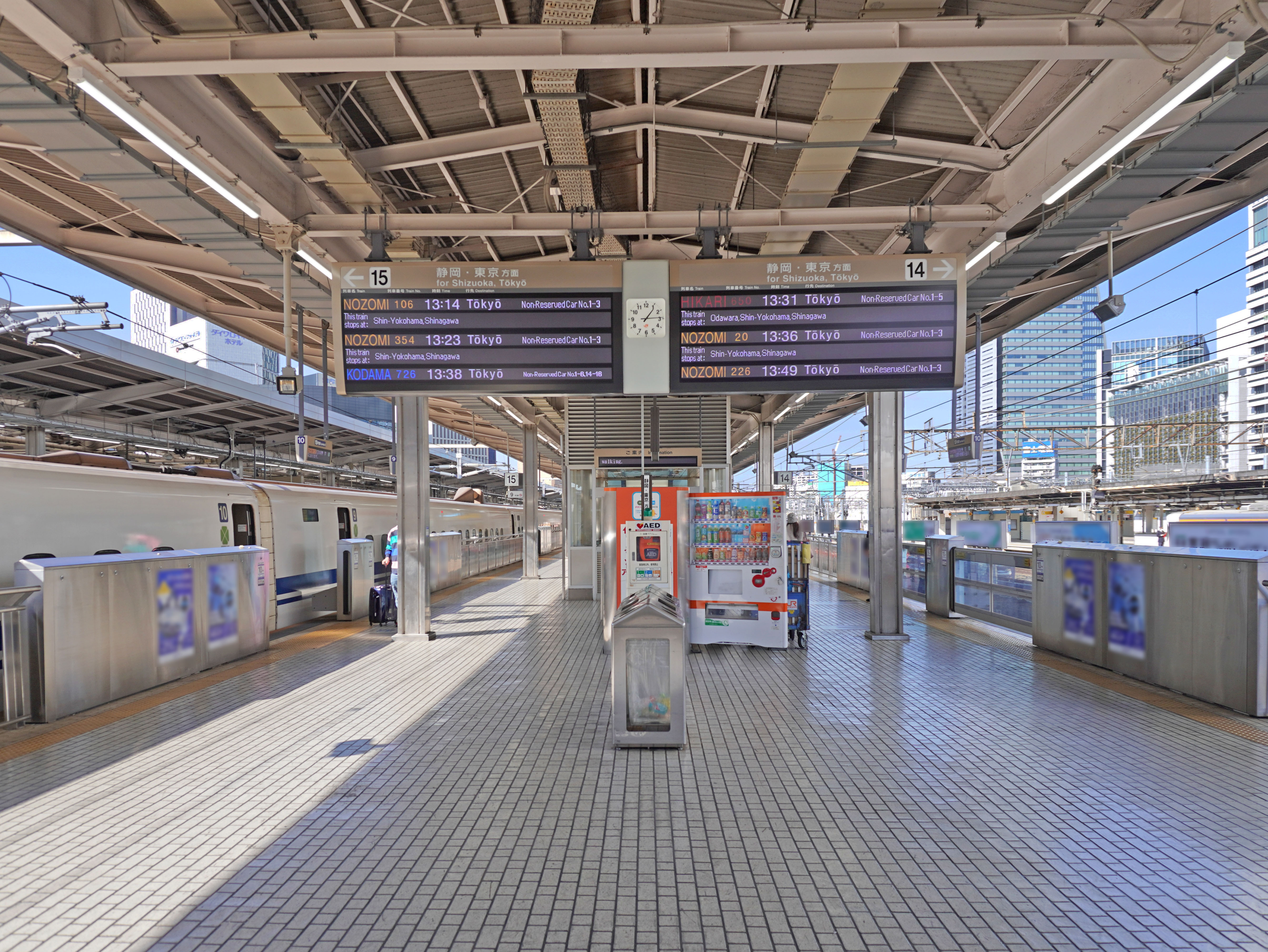
Платформы №14 и №15 линии Токайдо-синкансэн

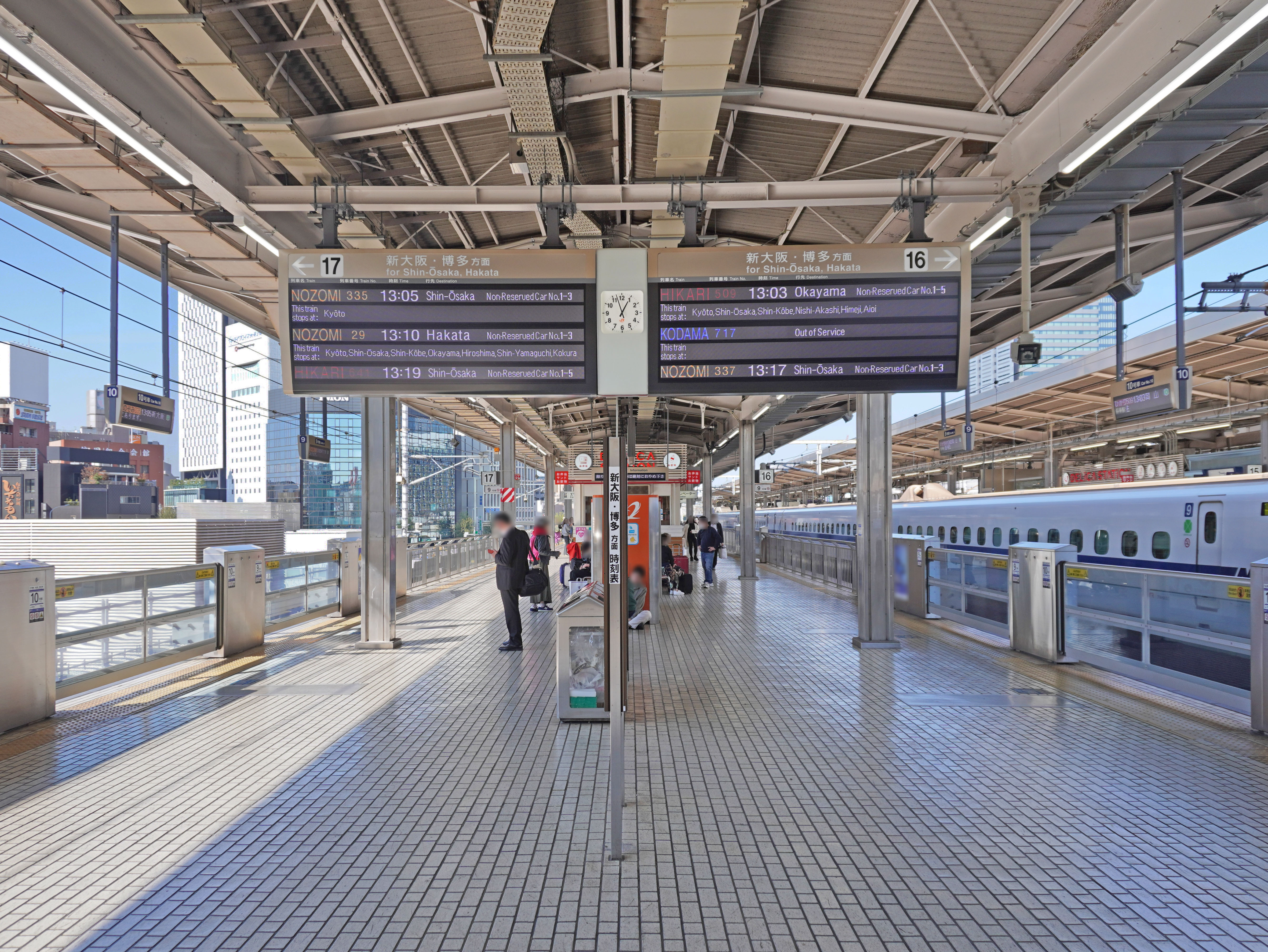
Платформы №16 и №17 линии Токайдо-синкансэн

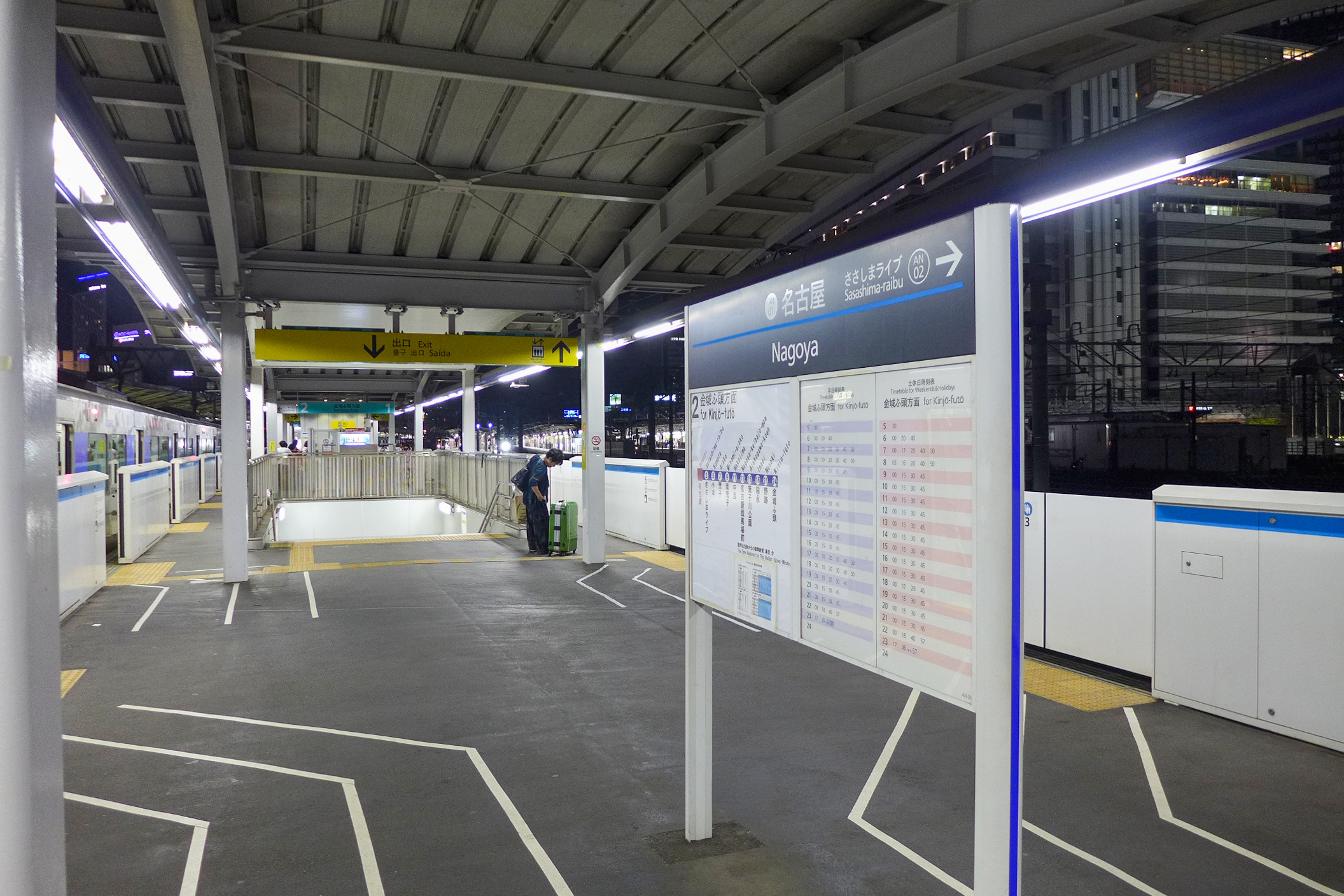
Платформа линии Аонами.

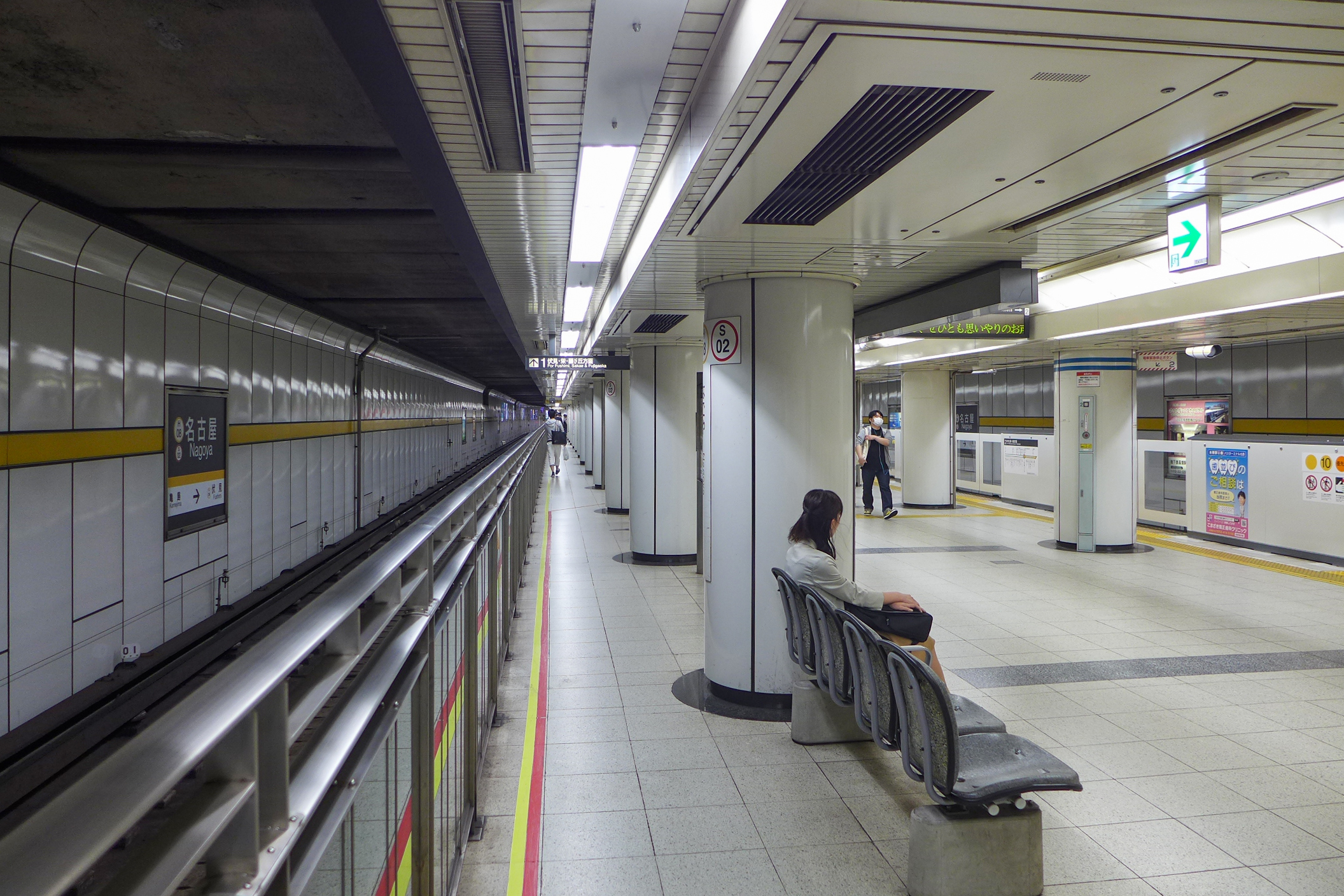
Платформа линии Хигасияма.

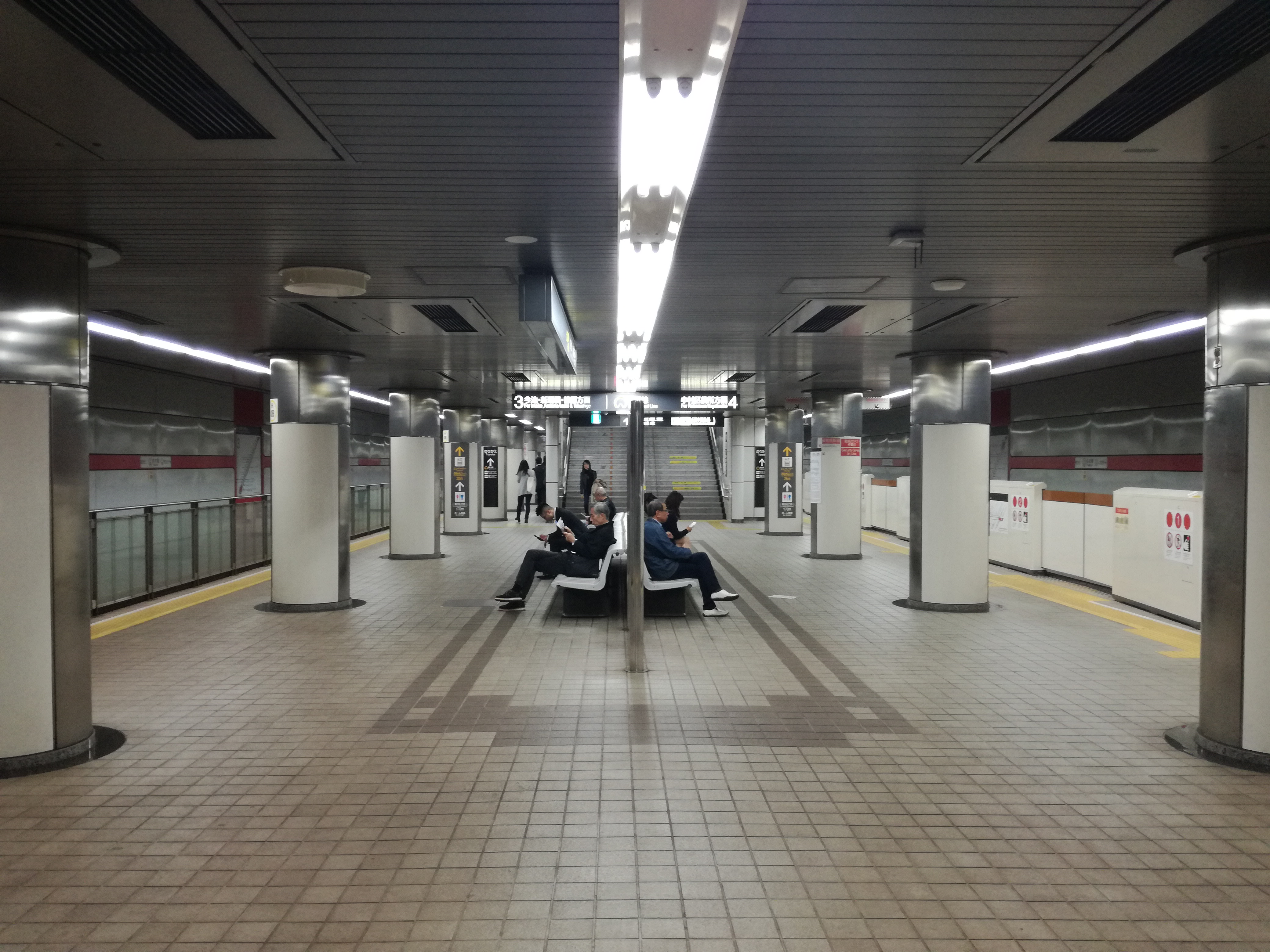
Платформа линии Сакурадори.

Станция соседствует с Мэйтэцу-Нагоя, станцией Nagoya Railroad, и с Кинтэцу-Нагоя, станцией линии Кинтэцу-Нагоя.

## Линии
- JR Central
  - Токайдо-синкансэн (на станции Син-Иокогама, Токио, Киото и Син-Осака)
  - Линия Токайдо (на станции Гифу, Огаки, Майбара, Обу, Кария, Окадзаки, Гамагори, Тоёхаси и Хамамацу)
  - Линия Тюо (на станции Кодзодзи, Тадзими и Накацугава)
  - Линия Кансай (на станции Ёккаити, Цу и Камэяма)
  - Линия Такаяма (только ускоренный экспресс, на стнции Гэро и Такаяма)
- Нагойский метрополитен
  - Линия Хигасияма (H08)
  - Линия Сакурадори (S02)